# Dániel Kiss (Eishockeyspieler)
Dániel Kiss (ungarisch Kiss Dániel; * 2. August 1991 in Dunaújváros) ist ein ungarischer Eishockeyspieler, der seit 2018 beim DVTK Jegesmedvék in der MOL Liga unter Vertrag steht.

## Karriere
Dániel Kiss begann seine Karriere bei Dunaújvárosi Acélbikák in seiner Heimatstadt, für den er bereits als 16-Jähriger in der ungarischen Liga debütierte. Mit seiner Mannschaft wurde er 2013 ungarischer Meister sowie 2010, 2011 und 2012 Pokalsieger. Außerdem gewann er mit dem Klub 2012 und 2013 die multinationale MOL Liga. Nach diesen Erfolgen wurde er 2013 von Alba Volán Székesfehérvár, dem ungarischen Klub in der österreichischen Eishockeyliga, verpflichtet, für den er eineinhalb Jahre spielte. Inmitten der Spielzeit 2014/15 wechselte er dann zum Újpesti TE. Für den Hauptstadtklub stand er bis 2018 in der MOL Liga auf dem Eis. Anschließend wechselte er zum DVTK Jegesmedvék in die slowakische Extraliga.

### International
Für Ungarn nahm Kiss im Juniorenbereich an den Turnieren der U18-Weltmeisterschaften der Division II 2007 und 2008 und der Division I 2009 sowie der U20-Weltmeisterschaften der Division I 2009 und der Division II 2010 und 2011 teil. 
Im Seniorenbereich stand er erstmals bei der Weltmeisterschaft der Division I 2015 im Aufgebot seines Landes, als den Magyaren sechs Jahre nach dem Abstieg der Wiederaufstieg in die Top-Division gelang. Zudem vertrat er seine Farben bei der Olympiaqualifikation für die Winterspiele in Pyeongchang 2018.

## Erfolge und Auszeichnungen
- 2008 Aufstieg in die Division I bei der Weltmeisterschaft der Division II, Gruppe B
- 2010 Ungarischer Pokalsieger mit Dunaújvárosi Acélbikák
- 2011 Ungarischer Pokalsieger mit Dunaújvárosi Acélbikák
- 2012 Ungarischer Pokalsieger mit Dunaújvárosi Acélbikák
- 2012 Gewinn der MOL Liga mit Dunaújvárosi Acélbikák
- 2013 Ungarischer Meister mit Dunaújvárosi Acélbikák
- 2013 Gewinn der MOL Liga mit Dunaújvárosi Acélbikák
- 2015 Aufstieg in die Top-Division bei der Weltmeisterschaft der Division I, Gruppe A